# الطرق الكرواتية
الطرق الكرواتية (هرفاتسك سيت) هي شركة كرواتية مملوكة للدولة وفقًا لأحكام قانون الطرق العامة الكرواتي (الكرواتية: Zakon o javnim cestama ) الذي سنه برلمان جمهورية كرواتيا. يتم تحديد مهام الشركة بموجب قانون الطرق العامة وإعلانه التأسيسي ، والمهمة الرئيسية للشركة هي إدارة الطرق العامة وتشييدها وصيانتها. ومن الناحية العملية ، فإن هرفاتسك سيت مسؤولة عن طرق الدولة في كرواتيا (المعينة بـ D) ، والمقاطعة (Ž) والطرق المحلية (L) تدار من قبل سلطات المقاطعة ، في حين تدار الطرق السريعة (A) من قبل هرفاتسك أوتو سيت وأصحاب الامتياز الآخرين.تدار الشركة حاليًا من قبل مجلس إدارة مكون من ثلاثة أشخاص يتألف من جاكوف كريشيتش (رئيس) وخمسة أعضاء مجلس إشرافي. تأسست الشركة لأول مرة في 6 أبريل 2001 ، بموجب القانون الصادر في 5 أبريل 2001 ،  برأس مال الشركة البالغ 128،898،200.00 كونا كرواتي.يتم تنظيم هرفاتسك سيت في ستة قطاعات أعمال: الدراسات والتصميم ، والبناء ، والصيانة ، والمشتريات ، والعمليات المالية والتجارية ، والقطاع القانوني ، والموظفين والقطاعات العامة.  يتم استخدام جميع الأرباح الناتجة عن شركة هرفاتسك سيت لبناء وصيانة الطرق التي تديرها الشركة.